# Federación Dominicana de Fútbol
La Federación Dominicana de Fútbol es el órgano rector del fútbol en la República Dominicana.

## Historia

### Inicios
En la República Dominicana, al igual que en otros países del mundo, fueron los europeos quienes introdujeron la práctica y enseñanza del fútbol a la isla, especialmente los españoles, más aún después de la guerra civil española. Estos últimos cuando atracaban sus barcos en los muelles de Santo Domingo, al tocar tierra en cualquier espacio verde se recreaban jugando al fútbol, con todo improvisado, portería, balones, sin árbitros, etc. Algunos dominicanos que observaban estos juegos se contagiaron de la algarabía y entusiasmo de los españoles y otros europeos por el fútbol. De esa manera surgen dos equipos: el PINDU y el Cóndor integrados por europeos y dominicanos.
En 1953 se funda la Federación Dominicana de Fútbol (FEDOFUT) dirigida por Isidoro Cruz y el español Julio Antoñaza, con clubes como el España (de signo franquista) o el Español (de signo republicano) y más tarde se organizaron otros clubes también integrados por españoles, portugueses, ingleses y franceses, como el Iberia, el Sporting y el Oriental. Finalmente la FEDOFUT se inscribe en 1958 en la FIFA.
Hasta ese entonces eran los europeos quienes ocupaban todos los estamentos del fútbol (jugadores, dirigentes, árbitros, etc). Solo el Club Refor de San Cristóbal tenía en sus filas a tres jugadores dominicanos: Juan Medrano, Vinicio Moya y Octavio Apóstol Manuel.
En 1964 la Federación Dominicana de Fútbol se afilia a la CONCACAF. Un año después, coincidiendo con la llegada del boliviano Fortunato Quispe Mendoza al país, se implementa la organización del fútbol a nivel nacional, llevándose el fútbol a las escuelas, colegios y barrios populares. También se crea la Liga Nacional Intercolegial de fútbol que aglutina a niños de escuelas públicas y colegios privados. Después se crea La Liga Nacional Infantil y Juvenil en sus diferentes categorías: «Mascotas» de 7 a 10 años, «Pibes» de años, «Infantiles» de 12 a 15 años, «Junior» de 15 a 17 años y «Juveniles» de 17 a 20 años.
El 6 de agosto de 1970 se fundó la primera Asociación de Fútbol en Santo Domingo llevándose a cabo la primera edición del torneo de Primera División de República Dominicana.
Como nota positiva, en 2001 la Federación celebró su primer éxito: la selección sub-23 fue el equipo ganador de la «Copa de Las Antillas».

### Primer Proyecto Goal
El 2 de julio de 2003 el vicepresidente de la FIFA Jack Warner inauguró el Centro de la República Dominicana para el Desarrollo Futbolístico. El edificio se encuentra a las afueras de la ciudad de San Cristóbal. La primera fase, que consistió en la construcción de las oficinas de consolidación de la Federación y de aulas para los asistentes a los cursos de los diversos programas de formación, fue financiado por el Programa Goal, con fondos adicionales procedentes del Programa de Asistencia Financiera de la FIFA. En la segunda fase, que fue completada a finales de 2003, se construyeron diversas instalaciones técnicas, tales como campos de juego y alojamiento para jugadores y entrenadores. El gobierno también donó 25 acres (101 171,5 m²) de tierra como parte de este proyecto.

### Segundo Proyecto Goal
En julio de 2003 se inauguró una nueva planta en el centro de San Cristóbal para el desarrollo del fútbol, para dar cabida a dormitorios y salas médicas. En un edificio separado cercano se localizan los vestuarios y aseos para todo el mundo utilizando los diferentes tonos que también pertenecen al centro de formación. Esta ampliación es la culminación de la idea original de un centro técnico completamente equipado y en funcionamiento, financiado por el Programa Goal y en parte por las federaciones con sus propios recursos.

### Actualidad
La Federación cuenta con el centro de talentos Joseph Blatter (en honor al presidente de la FIFA) en San Cristóbal y diversas escuelas de talentos provinciales y regionales.
En los últimos años el fútbol ha seguido ganando popularidad, especialmente entre los jóvenes. Muchos jugadores de la República Dominicana han sido contratados por equipos de una liga profesional extranjera, entre ellos Jonathan Faña, que juega para Alianza Fútbol Club de la Primera División de El Salvador; o también Heinz Barmettler, quien milita en el Real Valladolid de la Primera División de España.

## Presidentes
- Isidoro Cruz
- Julio Gámez
- Danilo Been Ricardo
- Rodolfo Guzmán
- Osiris Guzmán (1998-Act)[3]

## Asociaciones provinciales
En la actualidad la Fedofútbol cuenta con 32 asociaciones provinciales, la mayoría con categorías de primera y segunda división, tanto de fútbol masculino como femenino.

## Competiciones nacionales de clubes
- Primera División de República Dominicana